# Erdőszáda község
Erdőszáda község (románul: Comuna Ardusat) község Máramaros megyében, Romániában. Központja Erdőszáda, beosztott falvai Kolcér, Mezőaranyos.

## Népessége
A 2011-es népszámlálás adatai alapján a község népessége 2738 fő volt.